# Saint-Martin-Lalande
Saint-Martin-Lalande település Franciaországban, Aude megyében. Lakosainak száma 1109 fő (2022. január 1.). Saint-Martin-Lalande Castelnaudary, Lasbordes, Laurabuc, Mireval-Lauragais, Pexiora és Saint-Papoul községekkel határos.

## Népesség
A település népessége az elmúlt években az alábbi módon változott:
| Lakosok száma | 435  | 471  | 692  | 1068 | 1105 | 1116 | 1124 | 1121 | 1117 | 1109 |
|               | 1968 | 1982 | 1990 | 2006 | 2013 | 2015 | 2017 | 2019 | 2020 | 2022 |